# 本町六丁目停留場
本町六丁目停留場（ほんまちろくちょうめていりゅうじょう）は、愛媛県松山市本町六丁目にある伊予鉄道の駅および停留場である。
城北線と本町線の接続駅で、市内電車（松山市内線）の1、2、6号線が使用する。城北線を使用する1、2号線の駅番号は09、本町線を使用する6号線の停留場番号は29となる。

## 歴史
- 1962年（昭和37年）2月1日 - 本町線の城北線本町踏切南までの延伸に伴い、同路線との乗換駅、本町七丁目停留場（ほんまちななちょうめていりゅうじょう）として開業[2]。
- 1967年（昭和42年）1月1日 - 住居表示の実施に伴い、本町六丁目停留場に改称。
- 2020年（令和2年）
  - 4月11日 - 新型コロナウイルスの影響で当面の間、土日祝日は本町線が全便運休となる[3]。
  - 7月23日 - ダイヤ改正により、本町線は土日祝日が全便運休となる[4]。

## 構造
城北線ホームは国道196号（本町通り）の踏切を挟んだ専用軌道上に1線2面であり、東側のホームが上一万方面（1系統）、西側のホームが古町方面（2系統）である。
本町線ホームは本町通りの併用軌道上に行き止まり式の棒線電停であり、安全地帯は1面。線路は城北線と直交する手前で途切れている。

### のりば
| ホーム | 路線   | 行先                     |
| ------ | ------ | ------------------------ |
| 東側   | ■1号線 | 木屋町・赤十字病院前方面 |
| 西側   | ■2号線 | JR松山駅前・松山市駅方面 |
| 南側   | ■6号線 | 松山市駅行き             |

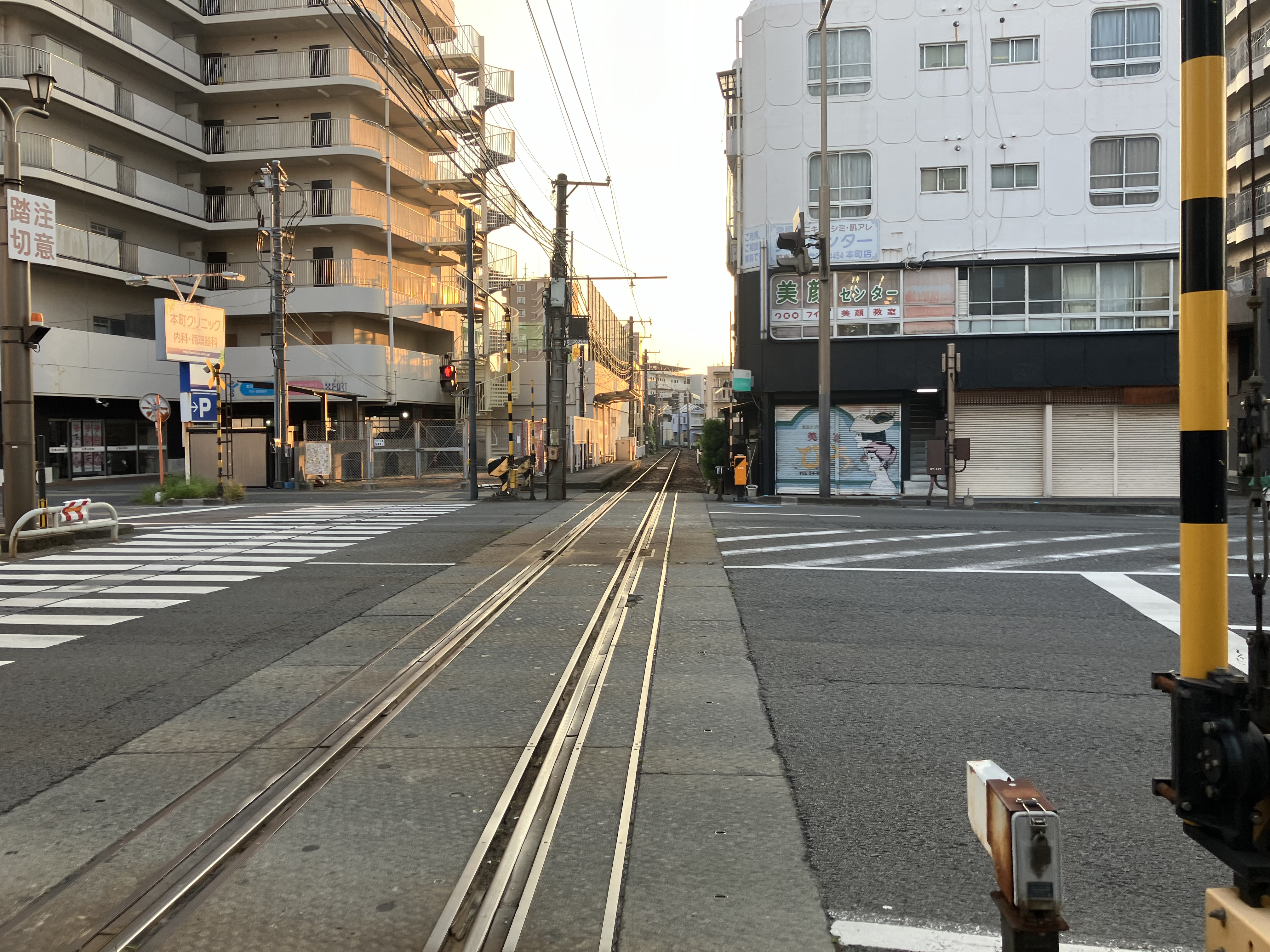
城北線のJR松山駅方面行き乗り場（2025年6月）
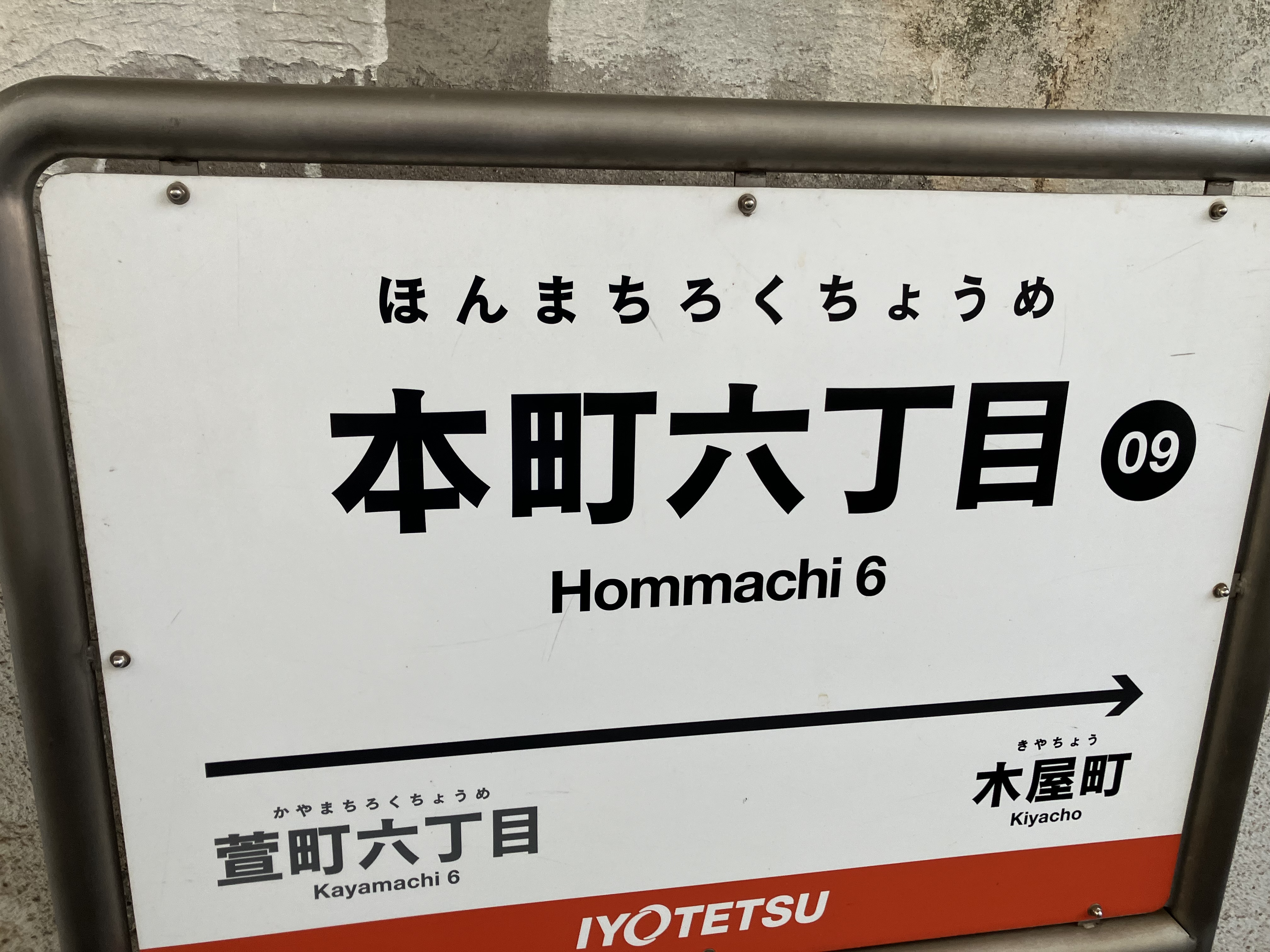
名標（2025年6月）
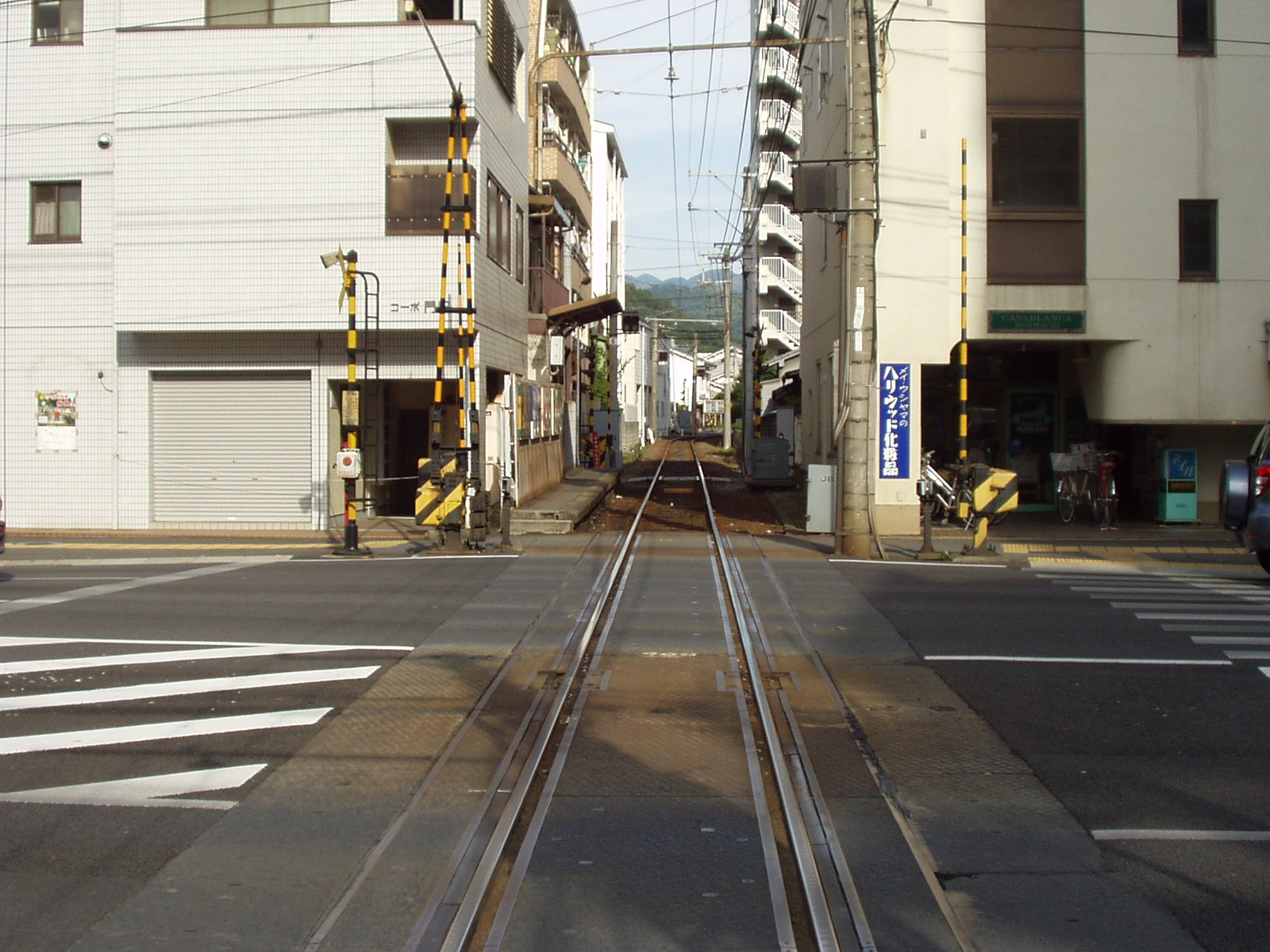
本町六丁目停留場（城北線。道後温泉方面行き乗り場）

## 周辺
- 松山市消防局
- 松山市保健所
- 愛媛県総合保健福祉センター
- 愛媛県視聴覚福祉センター
- 愛媛県男女共同参画センター
- 国道196号
- フジ本町店
- 本町六丁目バス停

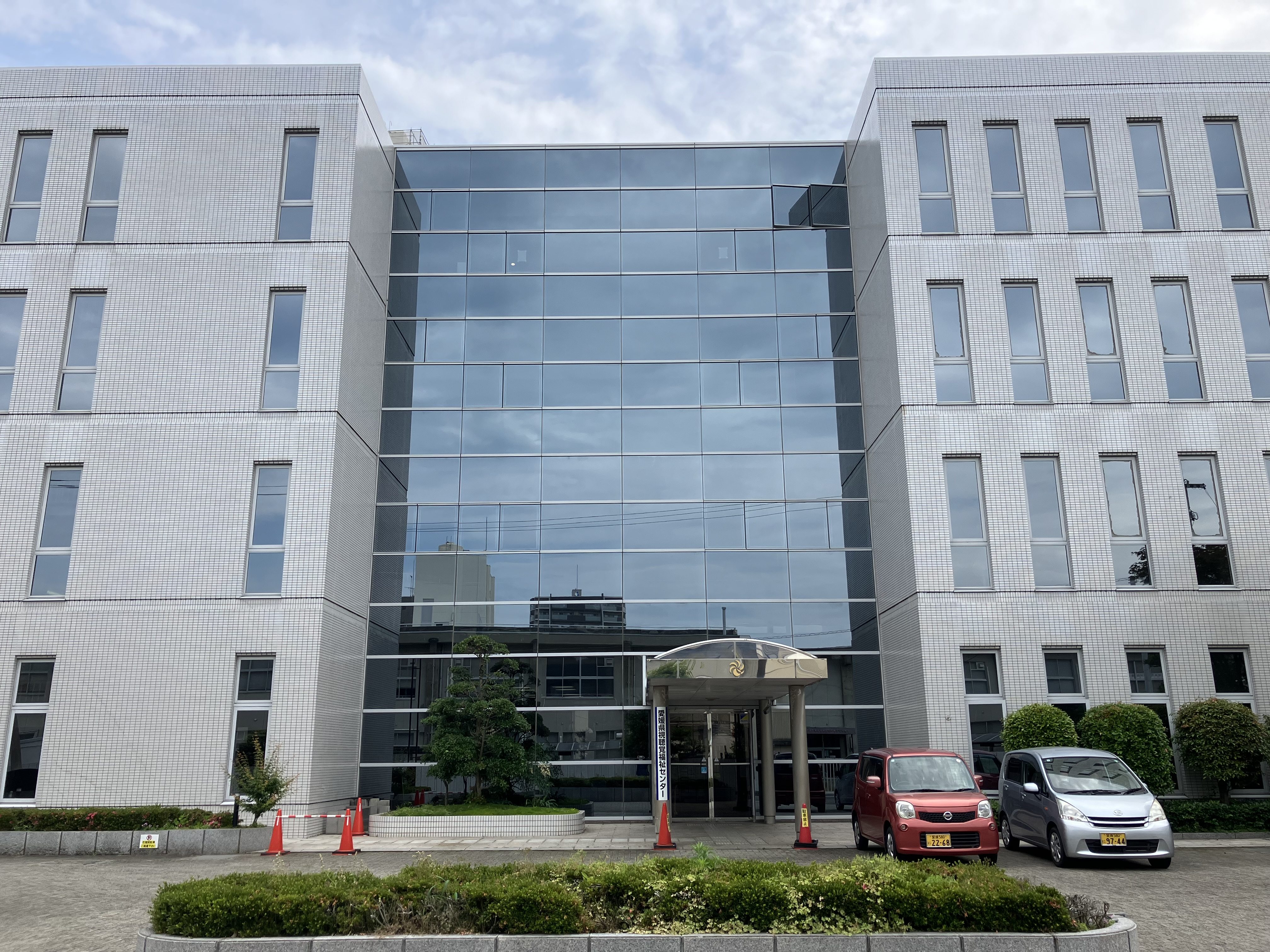
愛媛県視聴覚福祉センター（2025年6月）
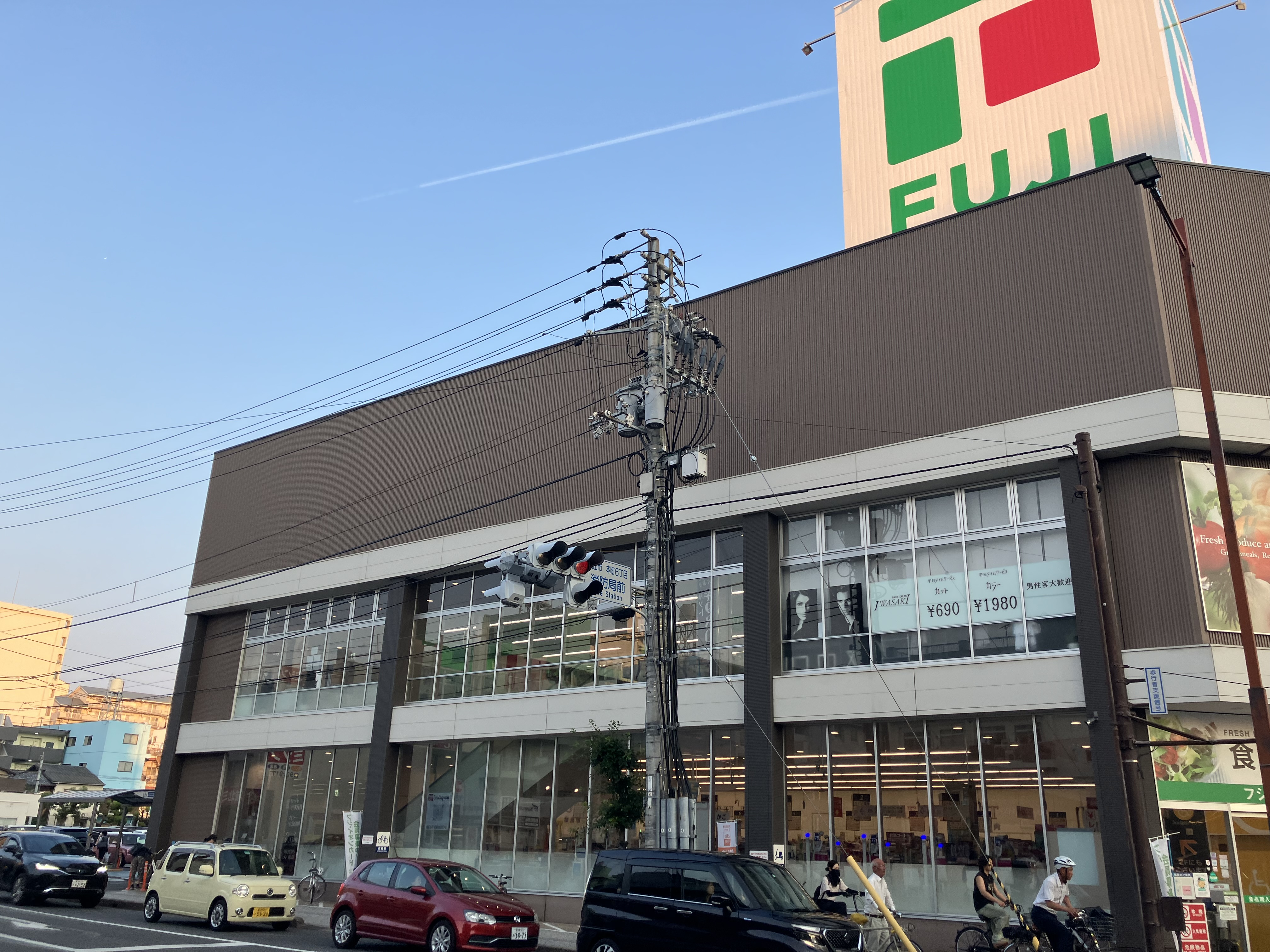
フジ本町店（2025年6月）
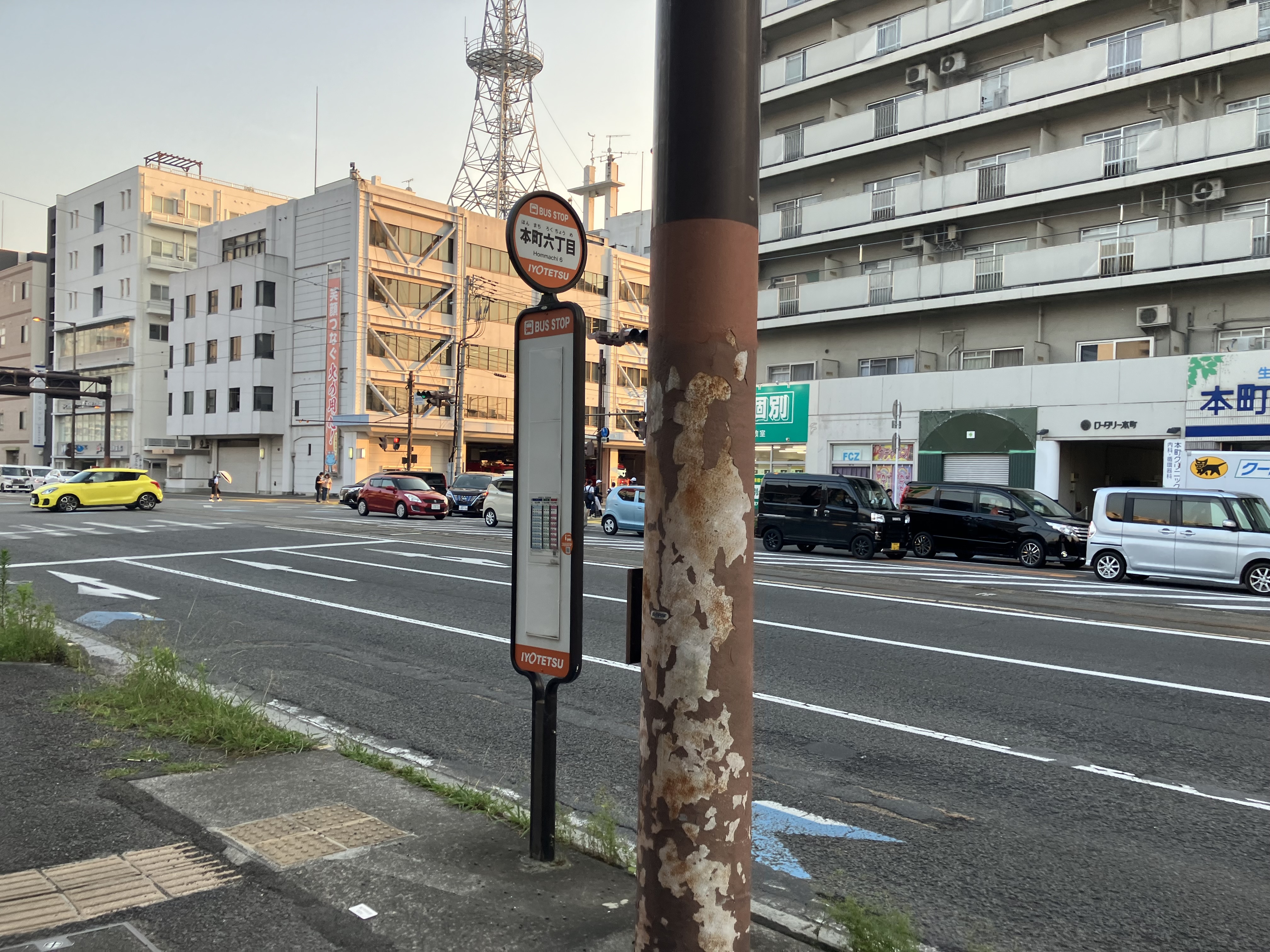
本町六丁目バス停（2025年6月）

## 隣の停留場
伊予鉄道
城北線
萱町六丁目停留場 (08) - 本町六丁目停留場 (09) - 木屋町停留場 (10)
本町線
本町五丁目停留場 (28) - 本町六丁目停留場 (29)